# Шульц, Аннемари (коммунист)
Не путать с теннисисткой Аннемари Шульц
Аннемари Шульц (англ. Annemarie Schulz, урожденная Аннемари Блаеске; 26 марта 1897 года, Габленц, округ Котбус — 28 октября или 29 октября 1979 года, Котбус) — политический деятель Германии (КПГ) и борец сопротивления против национал-социализма. Почётный гражданин города Котбус с 1974 года.

## Биография

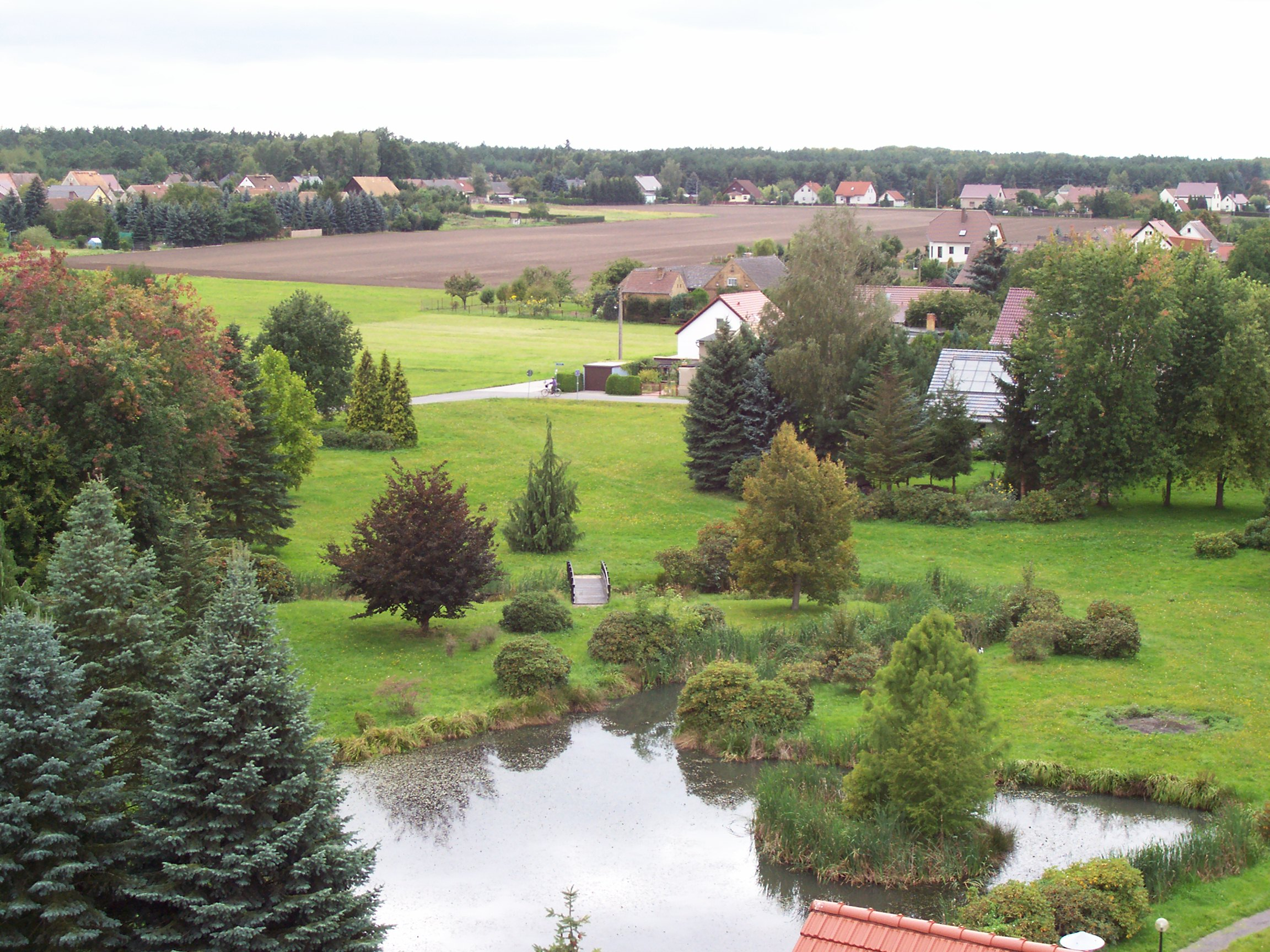
Коммуна Габленц (Яблоньц). Земля Бранденбург (Германия)

Аннемари Блаеске (Шульц) родилась в 1897 году в Габленце(верхнелужицк. Яблоньц) к югу от Котбуса в семье фермера. У нее было трое братьев и сестер. После ранней смерти матери в 1904 году отец отдал ее родственникам в Шмельвиц, где она училась в начальной школе. После окончания школы Шульц работала упаковщицей, а затем горничной в Котбусе, Хойерсверде и Берлине. В 1925 году она вступила в союз текстильщиков. Затем она снова работала упаковщицей в компаниях Cottbus Rottka и Haselbach & Westerkamp.

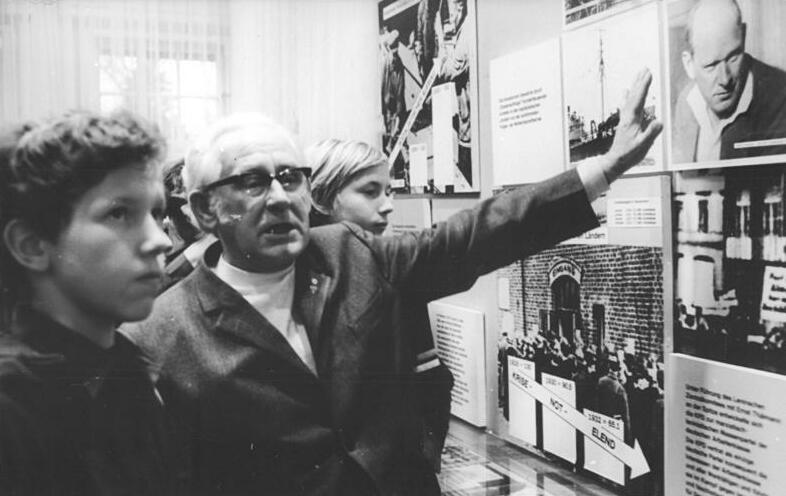
В мемориально-просветительском центре Высшей партийной школы имени Розы Люксембург

В 1929 году Аннемари Шульц вступила в КПГ. Там она стала женским лидером местной группы КПГ в Котбусе, а в 1932 году — женским лидером группы избирателей Лаузица. Кроме того, она была студенткой Партийной школы имени Розы Люксембург (Reichsparteischule Rosa Luxembourg) в Фихтенау. В апреле 1932 года Шульц был избран депутатом прусского государственного парламента от округа Берлин. После пожара Рейхстага в феврале 1933 года, в котором нацисты обвинили коммунистов, Шульц была арестована и до ноября 1933 года находилась в женской тюрьме Барнимштрассе. После покушения на жизнь Гитлера группой генералов 20 июля 1944 года она и ее муж Георг были снова арестованы и сначала отправлены в полицейскую тюрьму на Мауэрштрассе. Оттуда их позже перевели в тюрьму недалеко от Франкфурта-на-Одере и в августе 1944 года доставили в трудовой лагерь Одерблик в Швейтиге (ныне Свецко, Польша). Шульц выжила в трудовом лагере, в том числе потому, что лагерные врачи спасли ее от отправки в концлагерь Равенсбрюк.
После окончания Второй мировой войны Аннемари Шульц вернулась в Котбус и с другими женщинами (Trümmerfrau) участвовала в восстановлении города. Она также заботилась о беженцах из Восточной Германии и сиротах. Шульц стала инструктором Комиссии по денацификации Котбуса и работала социальным работником в Департаменте социальных дел города Котбус. Она также была исполнительным директором Демократической ассоциации женщин Германии (DFD) в районе Котбус-Ленд, а также активно участвовала в деятельности FDGB и в организации народной солидарности.
В 1950 году Аннемари Шульц ушла с работы по состоянию здоровья.
По случаю 25-летия основания ГДР 7 октября 1974 года ей присвоили звание почётного гражданина Котбуса.
В 1977 году Шульц была награждена золотым Патриотическим орденом «За заслуги».